# Peter Nahlin
Peter Nahlin är en svensk f.d. speedwayförare från Eskilstuna.
Hans moderklubb är Getingarna där han körde med förare som Jimmy Nilsen. Han har även kört för Smederna och för Vargarna.
Bland meriterna finns ett brons i par-SM tillsammans med nuvarande förbundskaptenen Tony Olsson, och en bronsmedalj i SM 1988 samt en silvermedalj i SM 1991. Största meriten är kanske att han vann junior-VM 1988.
Hittills är Peter Nahlin den förare i Smederna som har kört flest säsonger, d.v.s. 15.[källa behövs] Han har arbetat som expertkommentator åt SVT.